# بوکونوتو
بوکونوتو نوعی شیرینی مخصوص مناطق ایتالیایی آبروتسو، آپولیا و کالابریا است که اغلب در کریسمس خورده می‌شود.
مواد پرکننده آن بسته به منطقه‌ای که در آن تولید می‌شود، متفاوت است. در آبروتزو، این مواد پرکننده ممکن است حاوی پودر کاکائو، دارچین و بادام بو داده باشد.